# عمر (فلم)
فيلم عمر إنتاج عام 2013م من سيناريو وحوار وليد سيف وإخراج حاتم علي وهو عبارة عن عملية «مونتاج» لأهم الأحداث التي عرضت في مسلسل عمر في «31 حلقة»، كدخول عمر للإسلام، ودخول المسلمين لمكة المكرمة، والفتوحات والمعارك في عهد الفاروق، بالإضافة إلى مواقف تظهر القيم والصفات التي تحلى بها، كالعدل، والحُكم الصالح، والحكمة، والتسامح، الروح القيادية والبطولة وغيرها.
الممثلون
- سامر إسماعيل في دور عمر بن الخطاب.
- مهيار خضور في دور خالد بن الوليد.
- قاسم ملحو في دور عمرو بن العاص.
- فادي صبيح في دور صفوان بن أمية.
- هشام بهلول في دور عكرمة بن أبي جهل.
- غانم زرلي في دور علي بن أبي طالب.
- محمود نصر في دور زيد بن الخطاب.
- ألفت عمر في دور عاتكة بنت زيد.
- فيصل العميري في دور بلال بن رباح.
- زياد تواتي في دور وحشي.
- ثامر مزيد في دور عثمان بن عفان.
- غسان مسعود في دور أبو بكر الصديق.
- فتحي الهداوي في دور أبو سفيان.
- جواد الشكرجي في دور أبو جهل.
- غازي حسين في دور أمية بن خلف.
- حسن الجندي في دور عتبة بن ربيعة.
- أحمد منصور في دور عبد الرحمن بن عوف.
- محمود خليلي في دور أبو عبيدة بن الجراح.
- غسان عزب في دور حيي بن أخطب.
- رياض وردياني في دور عبد الله بن أبي ابن سلول.
- ناصر وردياني في دور الخطاب بن نفيل.
- سهيل جباعي في دور سعد بن أبي وقاص.
- رامي خلف في دور سعيد بن زيد.

## وصلات خارجية
- خبر الفيلم في (صباح الخير يا عرب).
- صفحة الفيلم على (شاهد.نت)